# Jeanette Benavides
Jeannette Benavides Gamboa (Heredia, 7 de julio de 1952) es una científica costarricense, especialista en química, bioquímica, fisicoquímica y nanotecnología.

## Biografía
Hija de Víctor Manuel Benavides Argüello y de Daisy Gamboa Paniagua. Desde muy pequeña tuvo inclinaciones hacia las ciencias. A los cinco años ya sabía leer. Realizó sus estudios primarios en su ciudad natal en la Escuela Braulio Morales y en Escuela Laboratorio. Sus estudios secundarios los llevó a cabo en el Liceo de Heredia.
En 1975 obtuvo su Bachillerato en Química en la Universidad de Costa Rica. Posteriormente realizó sus estudios de Maestría en la Universidad Americana en Washington D. C., donde en 1982 obtiene la especialidad de Bioquímica. En esta misma universidad continúa sus estudios obteniendo en 1998 su Doctorado en Fisicoquímica Archivado el 30 de septiembre de 2020 en Wayback Machine..

## Investigaciones para la FDA
Entre 1980 y 1986 trabajó como investigadora en la Federación de Drogas y Alimentos (FDA) en Washington. Allí trabajó en el desarrollo de un método para analizar aflatoxinas en los fluidos del cuerpo humano. A su vez desarrolló la metodología de extracción de ácidos grasos en cantidades a nivel de nanogramos en jugos de naranja. Estos métodos son de gran aplicación en el campo de la medicina.
Actualmente es Directora de investigación del Centro Espacial Goddard Archivado el 30 de septiembre de 2020 en Wayback Machine., Agencia Nacional de Aeronáutica y del Espacio (NASA), con el proyecto de Investigación en nanotecnología y biosensores.
Las investigaciones en biosensores (moléculas biológicas que sirven como identificadoras) se realizan con el fin de probar nuevos antibióticos y para investigaciones genéticas.

## Investigaciones en la NASA
Desde 1986 hasta el presente, la doctora Benavides se desempeña como química en el área de polímeros en el Centro de vuelo espacial Goddard, perteneciente a la NASA. Sus contribuciones forman parte del proceso de la resolución de problemas relacionados con proyectos de vuelo, construcción de satélites como el Telescopio espacial Hubble y la sonda Cassini-Huygens, entre otros.
A su vez, sus intereses se extienden al desarrollo de materiales para la protección de radiaciones en el espacio exterior, las síntesis utilizando nanotubos de carbono y la astrobiología, relacionada con el estudio de microorganismos que se desarrollan en ambientes extremos (altas temperaturas, presiones, concentración de ácidos, etc) para entender mejor el cómo se desarrolló la vida en la tierra y en el espacio.

## Otras áreas de interés
Otros intereses suyos son la astronomía y las ciencias del espacio como la Astrobiología Archivado el 13 de julio de 2018 en Wayback Machine.. Su meta es contribuir en las investigaciones de la vida en otros planetas y ayudar al desarrollo de tecnología para las misiones espaciales.
Además de sus múltiples actividades en la NASA la doctora Benavides muestra gran interés en la divulgación y atención de jóvenes interesados en la ciencia mediante la tutoría, cada verano, de estudiantes de colegio y primeros años de universidad, tanto en Estados Unidos como en Costa Rica.
Sus investigaciones sirvieron de base para la creación en Costa Rica del Laboratorio de Nanotecnología, Microsensores y Materiales Avanzados (Lanotec), en el Centro Nacional de Alta Tecnología (Cenat). Allí Benavides es miembro del Consejo Asesor Científico Internacional. La Doctora Benavides ha recibido gran cantidad de reconocimientos por parte de distintas instituciones tanto en Estados Unidos como en Costa Rica. Entre ellas se destaca la placa de reconocimiento que le otorgó el Instituto Tecnológico de Costa Rica en 1996 y la que le otorgó el Colegio Isaac Martín al designar su Laboratorio de Química con su nombre...

## Premios
- 1989: Group Achievement Award, Egret Materials Team
- 1990: Group Achievement Award, COBE
- 1991: Certificate of Recognition, UARS
- 1992: Certificate of Recognition, NASA/GSFC, Summer High School Internship Program (SHARP)
- 1993: Certificate of Appreciation, Spelman University
- 1993: Certificate of Recognition, NASA/GSFC, SHARP
- 1993: Special Act Group Award, XTE
- 1994: Special Act Group Award, XTE (cash award)
- 1996: Group Achievement Award, XTE (cash award)
- 1996: Appreciation Plaque: Costa Rican Institute of technology
- 1996: Certificate of Appreciation, NASA/GSFC, Technology Showcase
- 1996: Certificate of Appreciation, Spelman College
- 1998: Appreciation Plaque: Colegio Isaac Martín, San José, Costa Rica.
- 1998: Certificate of Appreciation at the orfanate of GreeWood, GreenWeed.

## Últimas publicaciones de su trabajo
- Benavides, J. M. , “Kinetics of Water Absorption Using a Karl Fisher Coulometric Instrument”, EEE Links, NASA Parts and Advanced Interconnection Program, Vol. N.º 3, 1996.
- Benavides, J. M., “ Evaluation of a Procedure for the Measurement of Thin Film Thickness by X-ray Reflectivity, NASA Technical Paper N.º 3697, September 1997.
- Benavides, J. M., “Synthesis of a Magnetic Polyvinylferrocene – Tetracyanoethylene Complex, American University, December, 1998